# Piedra Parada (Lima)
Piedra Parada es una localidad peruana ubicada en el distrito de Supe, perteneciente a la provincia de Barranca del departamento de Lima, en la costa central del Perú. 

## Ubicación
Piedra Parada se ubica al suroeste de la provincia de Barranca, en el distrito de Supe, en el departamento de Lima.

## Demografía
En 2017 Piedra Parada tenía una población de 26 habitantes.
| Gráfica de evolución demográfica de Piedra Parada entre 1993 y 2017 |
|                                                                     |
| Fuentes: Población 1993 y 2017                                      |